# Espace quasi-métrique
En mathématiques, la notion d'espace quasi-métrique généralise celle d'espace métrique. Les quasi-distances (ou quasi-métriques), non nécessairement symétriques, sont fréquentes dans la vie courante, mais rarement utilisées en mathématiques, et le vocabulaire est fluctuant.

## Définition
Une quasi-distance sur un ensemble {\displaystyle E} est une fonction
{\displaystyle \mathrm {d} :E\times E\to \mathbb {R} _{+}}
telle que pour tout {\displaystyle x,y,z\in E},
1. {\displaystyle \mathrm {d} (x,y)=0\iff x=y} (séparation) ;
2. {\displaystyle \mathrm {d} (x,z)\leq \mathrm {d} (x,y)+\mathrm {d} (y,z)} (inégalité triangulaire) ;

Un espace quasi-métrique est un couple {\displaystyle \left(E,\mathrm {d} \right)} où {\displaystyle E} est un ensemble et {\displaystyle \mathrm {d} } est une quasi-distance sur {\displaystyle E}.
Remarques :
- Une quasi-distance symétrique est une distance.
- Toute quasi-distance {\displaystyle \mathrm {d} } induit une distance {\displaystyle \mathrm {d} '} en posant :

{\displaystyle \mathrm {d} '\left(x,y\right)={\frac {\mathrm {d} \left(x,y\right)+\mathrm {d} \left(y,x\right)}{2}}}.

## Exemple
Considérons un système de routes, dont certaines sont éventuellement à sens unique. Le temps nécessaire pour aller d'un endroit à un autre en passant par la route donne une quasi-distance.